# Gynoplistia (Gynoplistia) hirtamera
Gynoplistia (Gynoplistia) hirtamera is een tweevleugelige uit de familie steltmuggen (Limoniidae). De soort komt voor in het Australaziatisch gebied.